# 後藤祥子
後藤 祥子（ごとう しょうこ、1938年12月8日 - ）は、日本の国文学者。日本女子大学名誉教授。
島根県益田市出身。1961年日本女子大学国文学科卒。1966年東京大学大学院博士課程単位取得満期退学。1967年から1971年まで日本女子大学国文学科助手を務める。1971年同一般教育課程専任講師、1974年助教授、1977年文学部助教授、1986年教授、2001年から2009年まで日本女子大学学長を務める。2009年、同大学を定年退職。名誉教授・理事。

## 著書
- 『源氏物語の史的空間』東京大学出版会、1986年2月。ISBN 4-13-080053-1。
- 『平安文学の謎解き : 物語・日記・和歌』風間書房、2019年10月。ISBN 978-4-7599-2293-6。

### 共編著
- 『袖中抄の校本と研究』橋本不美男共著 笠間書院 1985
- 『王朝和歌を学ぶ人のために』 世界思想社 1997
- 『源氏物語の鑑賞と基礎知識 no.15 柏木』至文堂(国文学「解釈と鑑賞」別冊) 2001
- 『はじめて学ぶ日本女性文学史 古典編』宮川葉子,今関敏子, 平舘英子共編著 ミネルヴァ書房 (シリーズ・日本の文学史 ; 5) 2003
- 『源氏物語の鑑賞と基礎知識 no.32 総角』大軒史子共編 至文堂 (国文学「解釈と鑑賞」別冊) 2003
- 『王朝文学と斎宮・斎院』 (平安文学と隣接諸学) 編. 竹林舎, 2009

### 校注
- 『元輔集注釈』貴重本刊行会(私家集注釈叢刊) 1994
- 『狭衣物語』新編日本古典文学全集 小町谷照彦と校注 小学館 1999.11

### 記念論集
- 『王朝文学と斎宮・斎院』竹林舎(平安文学と隣接諸学) 2009

## 論文
- ＜後藤祥子